# Alcântara Indítóközpont
Az Alcântara Indítóközpont (portugálul: Centro de Lançamento de Alcântara) egy brazíliai rakétaindító hely Alcântarában, Maranhão államban, Atlanti-óceán partján, közel az Egyenlítőhöz. Innen fogják indítani a VLS (Veiculo Lancador de Satelites) rakétákat. Korábban már indítottak innen kisebb kutatórakétákat. A tervek szerint indíthatnak még ukrán Ciklon–4 és izraeli Shavit és orosz Proton rakétákat is.

## Balesetek
2003. augusztus 22-én robbanás következett be egy indítóállványon lévő VLS–1 rakétánál, 21 ember meghalt.

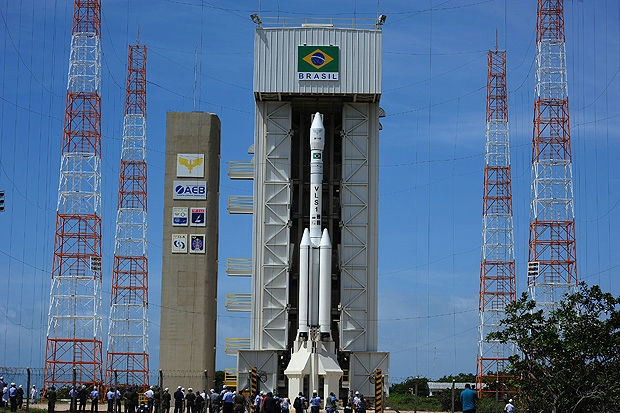
A VLS–1 rakéta életnagyságú makettje a kilövőálláson